# Kaibara Ekiken

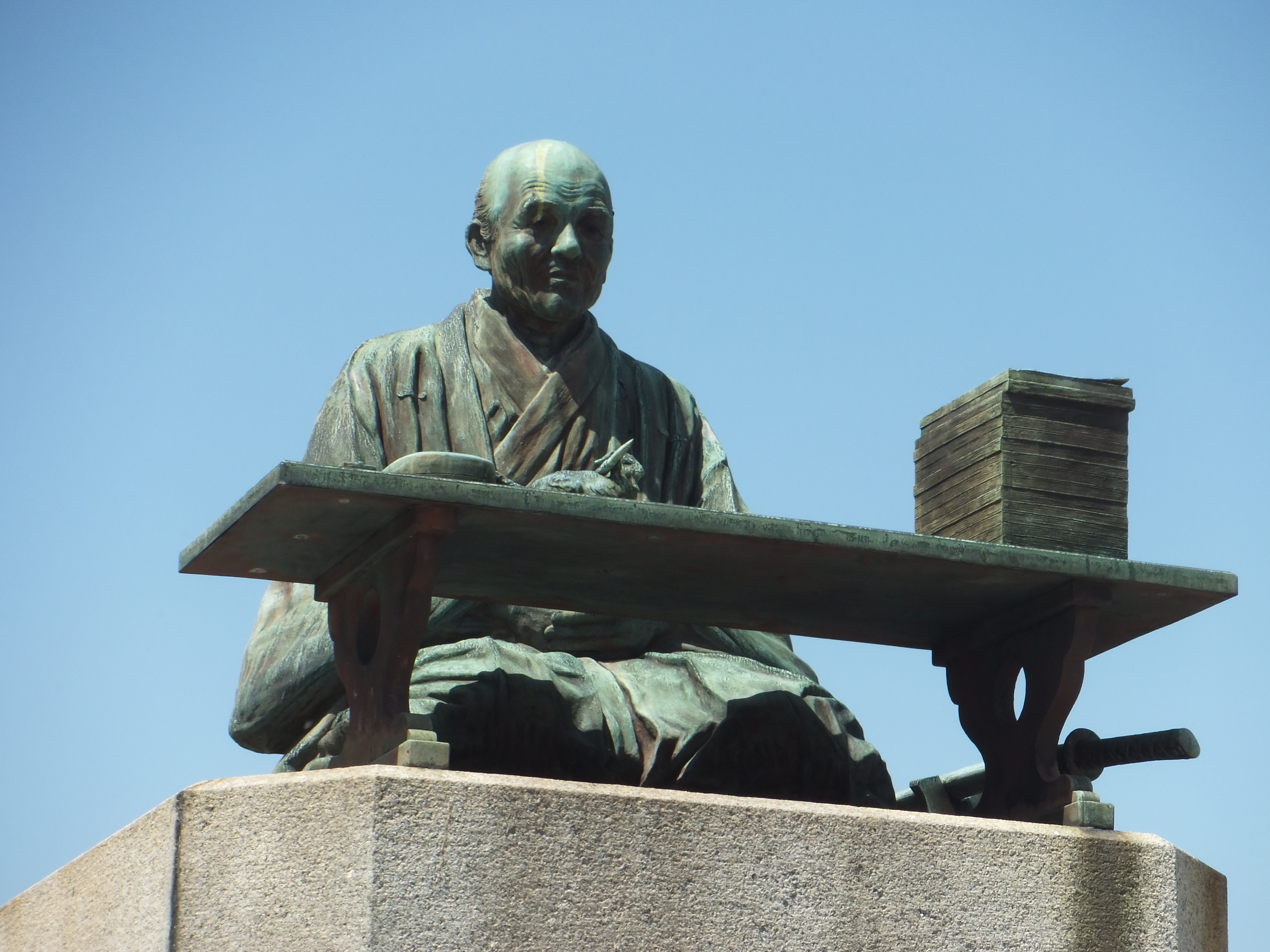
Bronzestatue von Kaibara Ekiken an seiner Grabstätte im Kinryū-Tempel (Fukuoka)

Kaibara Ekiken, auch Ekken (jap. 貝原 益軒; * 17. Dezember 1630 in Fukuoka Provinz Hizen (heute Präfektur Fukuoka); † 5. Oktober 1714 ebenda; jap. Kalender: Kan’ei 7/11/14 - Shōtoku 4/8/27), war ein japanischer Neo-Konfuzianer und Naturkundler, der einen entscheidenden Beitrag zur Entwicklung einer eigenständigen japanischen Botanik wie auch zur Verankerung des japanischen Neo-Konfuzianismus in der Gesellschaft leistete. Sein Rufname war Atsunobu (篤信), der Beiname (azana) Shisei (子誠), dazu kamen die Autorennamen Jūsai (柔斎), Sonken (損軒) und im Alter Ekiken.

## Leben
Kaibara wurde 1630 als fünfter Sohn des Samurai Kaibara Kansai (貝原寛斎, 1597–1666) im Lehen Fukuoka (Provinz Chikuzen, heute Präfektur Fukuoka) geboren. Der Vater diente dem Hause Kuroda als „Sekretär zur Rechten“ (yūhitsu). 1648 wurde auch der Sohn eingestellt, doch erregte er 1650 den Zorn des Landesherren (Daimyō) Kuroda Tadayuki (黒田忠之) und verbrachte sieben Jahre als herrenloser Samurai (rōnin), bis ihn Tadayukis Sohn und Nachfolger Kuroda Mitsuyuki (黒田光之) einstellte und dem älteren Samurai Tachibana Kanzaemon zuwies. Dieser erkannte schnell das Potential des jungen Mannes und setzte sich für dessen weitere Fortbildung ein.
Kaibara wurde auf Kosten der Domäne nach Kyōto geschickt, um seine Studien in der Heilmittelkunde und dem Konfuzianismus in der durch den songzeitlichen Philosophen Zhu Xi geprägten Form zu vertiefen. Während dieser Zeit kam es zu Kontakten und zum Austausch mit konfuzianischen Gelehrten wie Kinoshita Jun’an (木下順庵, 1621–1699), Yamazaki Ansai (山崎闇斎, 1619–1682) und Mukai Genshō (向井元升, 1609–1677). Großen Einfluss auf sein späteres Schaffen hatten des Weiteren Nakamura Tekisai (1629–1702), der 1666 ein Bildlexikon (Kinmōzu'i, 訓蒙図彙) publizierte, ferner die historisch ambitionierten Ärzte Kuroda Dōyū (黒川道祐, 1623–1691) und Matsushita Kenrin (松下見林, 1637–1704). Kurz vor dem Tode seines Vaters im Jahre 1666 endete dieser Studienaufenthalt.
Als ein vom Lehen bestellter Gelehrter gab Kaibara Unterricht im Konfuzianismus, stand dem Lehnsherren als Ratgeber, gelegentlich auch als Reisebegleiter zur Verfügung und wurde bei Bedarf mit allerlei Sonderaufgaben betraut. In Kaibaras Fall ist hier besonders die Anhörung von an die Küsten des Lehens verschlagenen Koreanern (1677), die Abfassung einer Chronologie des Hauses Kuroda (Kuroda kafu, 黒田家譜, 1678) und die Lösung der Grenzstreitigkeiten mit der Domäne Saga (1688) anzuführen.
Kaibara war von jungen Jahren an ein wissensdurstiger Mensch, der viel las, zugleich aber großen Wert auf eigene Beobachtung und Erfahrung legte. So führte er, nachdem er 1688 die Erlaubnis des Landesherren erhalten hatte, über zwei Jahrzehnte lang Feldstudien durch, bevor er 1709 die monumentalen „Aufzeichnungen zur Natur und Geschichte des Landes Chikuzen“ (筑前国続風土記, Chikuzen no kuni zoku fudoki) publizierte. Seine gleichzeitig betriebenen botanischen Studien erbrachten Gartenbücher wie die „Blumen-Tafel“ (花譜, Kafu) und die „Gemüse-Tafel“ (菜譜, Saifu). Die 1709 veröffentlichten „Heilmittel Japans“ (大和本草, Yamato honzō) gelten heute als zweites Hauptwerk, mit dem die Emanzipation der japanischen Kräuterkunde von der chinesischen Dominanz große Fortschritte machte.
Ein weiterer Schwerpunkt seiner schriftstellerischen Tätigkeiten war die Abfassung leicht verständlicher Werke, durch die er konfuzianische Prinzipien im japanischen Alltag zu verankern suchte. Besonders die „Hohe Schule der Frau“ (女大学, Onna daigaku), in der er die Stellung, die Pflichten und Rechte der Frauen detailliert ausbreitete, übte einen starken Einfluss auf das spätere Schrifttum aus. In der „Anleitung zur japanischen Art für Kinder“ (和俗童子訓, Wazoku dōji kun) verlangte er, dass man den Spieltrieb der Kinder akzeptiere und betonte u. a. die Wichtigkeit mathematischer Studien.
Einige seiner Vorfahren waren Priester im Kibitsu-Schrein (吉備津神社, Kibitsu jinja, Provinz Bitchū, heute Präfektur Okayama), und auch Kaibara betrieb intensive Shintō-Studien. Er schrieb Arbeiten zur Geschichte diverser Schreine, unter denen die über den Dazaifu-Schrein (太宰府神社縁起, Dazaifu jinja engi) besonders geschätzt wird. In der „Abhandlung zum Nicht-Auseinanderfallen von Konfuzianismus und Shintō“ (神儒並行不相悖論, Shinju heikō aimotorazaru ron) führt er aus, dass der grundlegende „Weg“ (michi) von Himmel und Erde sowohl im Konfuzianismus als auch im Shintō zu finden sei und beide einander stützen, während der Buddhismus den Beziehungen der Menschen in dieser Welt keine Aufmerksamkeit schenke.
Als Konfuzianer vertrat Kaibara eine holistische Auffassung von geistiger und körperlicher Gesundheit, die er 1713 in der heute noch geschätzten „Anleitung zur  Lebenspflege“ (養生訓, Yōjōkun) ausbreitete.
Kaibara starb im Alter von 85 Jahren. Sein Grab liegt im Kinryū-Tempel (金竜寺, Kinryū-ji), einem Zen-Tempel im westlichen Teil des Stadtkerns von Fukuoka.

## Werke in Übersetzungen
- Ekken Kaibara: Yōjōkun. Japanese secret of good health. (übersetzt von Tsuneyoshi Matsuno). Tokuma Shoten, Tokyo 1974.
- Kaibara Ekiken: Regeln zur Lebenspflege (Yōjōkun). Aus dem Japanischen übersetzt und mit einer Einführung versehen von Andreas Niehaus und Julian Braun Iudicium, 2010 (ISBN 978-3-86205-010-9)
- Kaibara Ekken: Yôjôkun. Worte eines Samurai. Frankfurt: Angkor Verlag 2002. ISBN 978-3-936018-96-7
- Roland A. Lange: Das Onna daigaku. In: Mittheilungen aus dem Seminar für orientalische Sprachen zu Berlin, Jahrg. 1 (1898), S. 127–139.
- Kaibara Ekken: The Philosophy of Qi – The Record of Great Doubts. Translated by Mary Evelyn Tucker. Columbia University Press, New York 2007.
- Julian Braun (Hrsg.): Kaibara Ekken (1630–1714). Abhandlung zum Kämpferischen (Bukun). Ein Beitrag zum gemeinsamen Weg von Schwert und Pinsel. Grin Verlag, München 2010 (Digitalisat)
- Kaibara Ekiken. Regeln zur Lebenspflege (Yōjōkun). Iudicum, München 2010, ISBN 978-3-86205-010-9.